# Byron (Illinois)
Byron – miasto w Stanach Zjednoczonych, w stanie Illinois, w hrabstwie Ogle.